# Rasch in der Tat!
Rasch in der Tat! (Rapidi in questo!) op. 409, è una polka veloce di Johann Strauss figlio.
Per buona parte del 1882, Johann Strauss non ebbe vita facile: la sua operetta Eine Nacht in Venedig (Una notte a Venezia) procedeva a rilento, soprattutto a causa delle interferenze della sua giovane seconda moglie, Angelika Dittrich, che intratteneva ormai da tempo una relazione con il direttore del Theater an der Wien di Vienna Franz Steiner.
Molti di questi problemi svanirono quando, nel dicembre dello stesso anno, la Corte d'Assise di Vienna concesse il divorzio consensuale fra Strauss e Angelika. La stampa viennese fu veloce a rivolgere tutte le attenzioni e a descrivere nei minimi particolari tutte le fasi che avevano portato il compositore a richiedere al pontefice (Leone XIII) il permesso per potersi risposare per la terza volta con la giovane vedova Adele Deutsch; richiesta, che venne però respinta.
Dopo così tanta speculazione sui suoi affari privati, Strauss decise così di riabilitarsi agli occhi della stampa viennese. Verso la fine di gennaio 1883 compose una polka veloce per il ballo dell'associazione dei giornalisti e scrittori viennesi Concordia che si svolse il 29 gennaio 1883.
Non fu comunque Johann Strauss a dirigere la prima esecuzione della sua nuova composizione la sera del ballo, ma suo fratello Eduard. Il lavoro, inizialmente intitolato Ball-Reporter, venne in seguito rinominato Rasch in der Tat! (facendo riferimento alla velocità con cui la stampa viennese era stata rapida nel pubblicare tutte le notizie inerenti alle vicende sentimentali del compositore).